# Point Alden
Point Alden ist ein vereistes Kap mit seewärts gerichteten Felsvorsprüngen. Es markiert die Westseite der Einfahrt zur Commonwealth-Bucht und trennt in der Ostantarktis die Küste des George-V.-Lands von derjenigen des Adélielands.
Das Kap wurde am 30. Januar 1840 von Teilnehmern der United States Exploring Expedition (1838–1942) unter der Leitung des US-amerikanischen Polarforschers Charles Wilkes entdeckt. Wilkes benannte es nach dem späteren Konteradmiral James Alden (1810–1877), Leutnant an Bord der USS Vincennes, Flaggschiff dieser Forschungsreise.